# Modalität (Semiotik)
In der Semiotik ist eine Modalität eine bestimmte Art und Weise, in der Informationen für die Darstellung durch Menschen kodiert/modifiziert (Modi) werden, d. h. die Art des Zeichens und der Realitätsstatus, der einem Zeichen, Text oder Genre zugeschrieben oder von ihm beansprucht wird. Sie ist eher mit der Semiotik von Charles Peirce verbunden als mit Ferdinand de Saussure, da die Bedeutung als Wirkung einer Reihe von Zeichen aufgefasst wird. Im Peirceschen Modell wird auf ein Objekt Bezug genommen, wenn das Zeichen (oder Repräsentanten) rekursiv von einem anderen Zeichen interpretiert wird (das zu seinem Interpretanten wird), eine Bedeutungskonzeption, die tatsächlich eine Klassifizierung von Zeichentypen impliziert.

## Diskussion des Zeichentyps
Die Wahrnehmungspsychologie geht von der Existenz eines gemeinsamen kognitiven Systems aus, das alle oder die meisten sensorisch vermittelten Bedeutungen auf dieselbe Weise behandelt. Wenn alle Zeichen auch Objekte der Wahrnehmung sein müssen, gibt es allen Grund für die Annahme, dass ihre Modalität zumindest einen Teil ihrer Natur bestimmt. Die Sinnesmodalitäten sind also visuell, auditiv, taktil, olfaktorisch, gustatorisch, kinästhetisch usw. Eine Liste von Zeichenarten würde beinhalten: Schrift, Symbol, Index, Bild, Karte, Graphik, Diagramm usw. Einige Zeichenkombinationen können multimodal sein, d. h. verschiedene Zeichenarten können für eine bestimmte Wirkung zusammengefasst werden. Doch der Unterschied zwischen einem Medium und einer Modalität sollte klargestellt werden:
- Text ist ein Medium zur Darstellung der Modalität natürlicher Sprache;
- Bild ist sowohl ein Medium als auch eine Modalität;
- Musik ist eine Modalität der auditiven Medien.

Die Modalität bezieht sich also auf eine bestimmte Art von Informationen und/oder das Darstellungsformat, in dem Informationen gespeichert sind. Das Medium ist das Mittel, mit dem diese Informationen an die Sinne des Interpreten übermittelt werden. Natürliche Sprache ist die primäre Modalität, die viele invariante Eigenschaften über die auditiven Medien wie gesprochene Sprache, die visuellen Medien wie geschriebene Sprache, die taktilen Medien wie Braille und die kinetischen Medien wie Gebärdensprache aufweist. Wenn Bedeutung durch gesprochene Sprache übermittelt wird, wird sie in Schallwellen umgewandelt, die vom Sprecher ausgesendet und von den Ohren eines anderen empfangen werden. Dieser Reiz kann jedoch nicht von den visuellen Beweisen der Art und Gestik des Sprechers und dem allgemeinen Bewusstsein des physischen Standorts und seiner möglichen konnotativen Bedeutung getrennt werden. Ebenso kann die Bedeutung, die in einer visuellen Form enthalten ist, nicht von der Ikonizität und den Implikationen der Form getrennt werden. Ist die Schrift handschriftlich, ist sie ordentlich oder zeugt sie von Emotionen in ihrem Stil? Welche Art von Papier wird verwendet, welche Tintenfarbe, welche Art von Schreibgerät: Alle diese Fragen sind für die Interpretation der Bedeutung des Dargestellten relevant. Aber Bilder sind von natürlicher Sprache zu unterscheiden. Für Roland Barthes funktioniert Sprache mit relativ bestimmten Bedeutungen, während Bilder nichts „sagen“. Dennoch gibt es eine Rhetorik, um die Teile, die Bedeutung haben sollen, anzuordnen, und eine sich entwickelnde, wenn auch noch nicht allgemein akzeptierte Syntax, die ihre Teile artikuliert und sie zu einem wirksamen Ganzen verbindet. Der Rhetoriker Thomas Rosteck definierte Rhetorik als „die Verwendung von Sprache und anderen symbolischen Systemen, um unseren Erfahrungen einen Sinn zu geben, unsere persönliche und kollektive Identität zu konstruieren, Bedeutung zu erzeugen und Handlungen in der Welt anzustoßen“.